# Monguilhem
Monguilhem (gaskognisch Montguilhèm) ist eine französische Gemeinde mit 286 Einwohnern (Stand: 1. Januar 2022) im Département Gers in der Region Okzitanien (vor 2016 Midi-Pyrénées). Sie gehört zum Kanton Grand-Bas-Armagnac im Arrondissement Condom. Die Einwohner werden Monguilhémois genannt.

## Lage
Monguilhem liegt am Midou, etwa 28 Kilometer östlich von Mont-de-Marsan und grenzt im Westen an das Département Landes. Umgeben wird Monguilhem von den Nachbargemeinden Montégut im Nordwesten und Norden, Castex-d’Armagnac im Norden und Osten, Toujouse im Südosten und Süden, Bourdalat im Südwesten und Westen sowie Perquie im Westen.

## Geschichte
Die Bastide von Monguilhem wurde 1320 begründet.

## Bevölkerungsentwicklung
| Jahr                       | 1962 | 1968 | 1975 | 1982 | 1990 | 1999 | 2006 | 2011 | 2020 |
| Einwohner                  | 345  | 298  | 329  | 266  | 256  | 302  | 298  | 289  | 292  |
| Quellen: Cassini und INSEE |      |      |      |      |      |      |      |      |      |

## Sehenswürdigkeiten
- Kirche Saint-Pierre